# Halicyclops hurlberti
Halicyclops hurlberti – gatunek widłonoga z rodziny Halicyclopidae. Opisał go w 1991 roku brazylijski profesor zoologii Carlos Eduardo Falavigna da Rocha z Universidade de São Paulo. Miejsce typowe to eksperymentalne zbiorniki na San Diego State University w San Diego, do których woda została dostarczona z estuarium rzeki Tijuana. Epitet gatunkowy upamiętnia Stuarta H.K. Hurlberta z San Diego State University.